# Кушья
Кушья — село в Игринском районе Удмуртской Республики России.

## География
Село находится в центральной части республики, в зоне хвойно-широколиственных лесов, в пределах Верхнекамской возвышенности, на левом берегу реки Лозы, при железнодорожной линии Агрыз — Ижевск — Пибаньшур, на расстоянии примерно 8 километров (по прямой) к юго-юго-востоку от посёлка Игра, административного центра района. Абсолютная высота — 193 метра над уровнем моря.

### Климат
Климат характеризуется как умеренно континентальный, с продолжительной холодной многоснежной зимой и относительно коротким тёплым летом. Среднегодовая многолетняя температура воздуха составляет 2,7 °С. Средняя температура воздуха самого тёплого месяца (июля) — 18,7 °C (абсолютный максимум — 36,6 °C); самого холодного (января) — −13,5 °C (абсолютный минимум — −47,5 °C). Среднегодовое количество атмосферных осадков составляет около 500 мм, из которых большая часть выпадает в тёплый период.

### Часовой пояс
Село Кушья, как и вся Удмуртская Республика, находится в часовой зоне МСК+1. Смещение применяемого времени относительно UTC составляет +4:00.

## Население
| 2010 | 2012 | 2013 | 2014 | 2015 | 2016 | 2017 |
| ---- | ---- | ---- | ---- | ---- | ---- | ---- |
| 552  | ↘550 | ↘549 | ↘539 | ↘531 | ↘522 | ↘504 |
| 2018 | 2019 | 2020 |      |      |      |      |
| ↘488 | ↘468 | ↘465 |      |      |      |      |

### Национальный состав
Согласно результатам переписи 2002 года, в национальной структуре населения удмурты составляли 69 % из 604 чел., русские — 29 %.